# زینت الملک
زینت الملک قوامی (معروف به زینت الملوک) دختر حبیب‌الله خان قوام (قوام الملک چهارم) و خواهر ابراهیم خان قوام (قوام الملک پنجم) و همسر فروغ‌الملک بوده‌است. خاندان قوام الملک از نسل حاج ابراهیم‌خان کلانتر (اعتمادالدوله شیرازی) هستند که در دوره‌های مختلف به عنوان والی و کلانتر در شیراز و فارس حکومت می‌کرده‌اند.

## زندگی
زینت الملک زنی خَیِّر بوده و در دهه‌های محرم مراسم عزاداری و سفره‌های خیریه در منزلش برپا بوده است. اهمیت وی به موزه مشاهیر فارس است که در خانه او در شیراز قرار دارد.